# Shin’ichirō Kuwada
Shin’ichirō Kuwada (jap. 桒田慎一朗 Kuwada Shin’ichirō; ur. 6 grudnia 1986) – japoński piłkarz występujący na pozycji napastnika.

## Kariera klubowa
Od 2005 do 2014 roku występował w klubach Sanfrecce Hiroszima, Fagiano Okayama i Nakhon Ratchasima.